# طبال (حشرة)
طبال (الاسم العلمي: Thopha) ويُترجم حرفيًا إلى ثوفا، هو جنسٌ من الزيزيات، موطنه الأصلي في أستراليا. حُددت منه 5 أنواع:
- طبال مزدوج (Thopha saccata)
- طبال مزدوج شمالي (Thopha sessiliba)
- طبال ذهبي (Thopha colorata)
- Thopha emmotti
- Thopha hutchinsoni